# Château de Hollogne-sur-Geer
Ne doit pas être confondu avec Château de Hollogne.
Les ruines du château de Hollogne-sur-Geer appelées aussi vestiges de l'ancienne seigneurie de Hollogne-sur-Geer sont un site classé de la section de Hollogne-sur-Geer faisant partie de la commune de Geer en Belgique (province de Liège).

## Localisation
Les vestiges du château se situent dans les prairies au sud du village hesbignon de Hollogne-sur-Geer entre la rive droite du Geer et la rive gauche du ruisseau d'Omal, affluent du Geer, à l'orée d'un petit bois et à proximité d'étangs. L'altitude est de 120 m.

## Historique
Au Moyen Âge et jusqu'à la fin de l’Ancien Régime, le village de Hollogne faisait partie de la Principauté de Liège mais, dès 1230, Guillaume d'Atrive reçoit une seigneurie en fief du Comté de Namur mais sous la souveraineté de la Principauté de Liège. Cette seigneurie échoit à la famille de Harduemont au XIVe siècle puis est transmise par mariage à la famille de Seraing jusqu'à la fin de l’Ancien Régime, En plus du château, cette seigneurie possédait en outre le moulin castral construit en 1646. Détruit en 1651, le château est reconstruit dès l'année suivante.

## Description
Trois éléments du château en ruine sont encore visibles : une muraille en moellons de grès du XVIe siècle, une tour de garde en brique et bandeaux de calcaire du XVIIe siècle et une dépendance en brique dans le parc du XVIIIe siècle. La tour de garde circulaire de trois niveaux dégressifs est datée de 1652 par les ancres groupées deux par deux entre les deuxième et troisième niveaux du côté nord-ouest.

## Classement
L'ensemble formé par les vestiges de l'ancienne seigneurie de Hollogne-sur-Geer est classé depuis le 23 novembre 1976 et repris sur la liste du patrimoine immobilier classé de Geer .
Ces vestiges sont aussi repris comme site de grand intérêt biologique faisant partie de la réserve naturelle du Haut-Geer et du site des décanteurs de Hollogne-sur-Geer.

## Sources et liens externes
- Inventaire du patrimoine immobilier culturel
- Cirkwi.com